# تاداشي تاكيدا
تاداشي تاكيدا (باليابانية: 竹田 忠嗣) (27 يوليو 1986 في بينانق في ماليزيا – )؛ هو لاعب كرة قدم ياباني سابق كان يلعب كلاعب وسط.

## وصلات خارجية
- تاداشي تاكيدا على موقع رابطة كرة القدم اليابانية للمحترفين (اليابانية)
- تاداشي تاكيدا على موقع قاعدة بيانات كرة القدم.إي يو (الإنجليزية)
- تاداشي تاكيدا على موقع Soccerway.com (الإنجليزية)
- تاداشي تاكيدا على موقع عالم كرة القدم.نت (الإنجليزية)